# Lesoto en los Juegos Olímpicos de Los Ángeles 1984
Lesoto estuvo representado en los Juegos Olímpicos de Los Ángeles 1984 por cuatro deportistas masculinos que compitieron en dos deportes.
El equipo olímpico lesotense no obtuvo ninguna medalla en estos Juegos.